# Bahadzia jaraguensis
Bahadzia jaraguensis is een vlokreeftensoort uit de familie van de Hadziidae. De wetenschappelijke naam van de soort is voor het eerst geldig gepubliceerd in 1998 door Jaume & Wagner.